# Psicología de las masas y análisis del yo
Psicología de las masas y análisis del yo (en alemán Massenpsychologie und Ich-Analyse) es una obra de Sigmund Freud publicada en 1921.

## Contenido
La «simple idea» de explicar la psicología de las masas surgiría en la primavera de 1919, iniciando su elaboración, borrador incluido, al año siguiente. Su forma definitiva quedaría gestada en la primavera de 1921, no siendo publicada hasta el verano.
Sus ilaciones de pensamiento se basan en tres fuentes:
- Tótem y tabú
- Introducción del narcisismo
- Duelo y melancolía

Retoma a su vez sus estudios sobre el hipnotismo y la sugestión, ya tratados tempranamente en su etapa inicial con Jean-Martin Charcot.
La importancia fundamental de la presente obra apunta en dos distintas direcciones:
1. La psicología de las masas queda explicada a partir de los cambios en la psicología de la mente individual.
2. Resulta ser un avance en la investigación sobre la anatomía estructural de la psique, introducida en Más allá del principio de placer y desarrollada en El yo y el ello.